# Aquaphilie (fétiche)

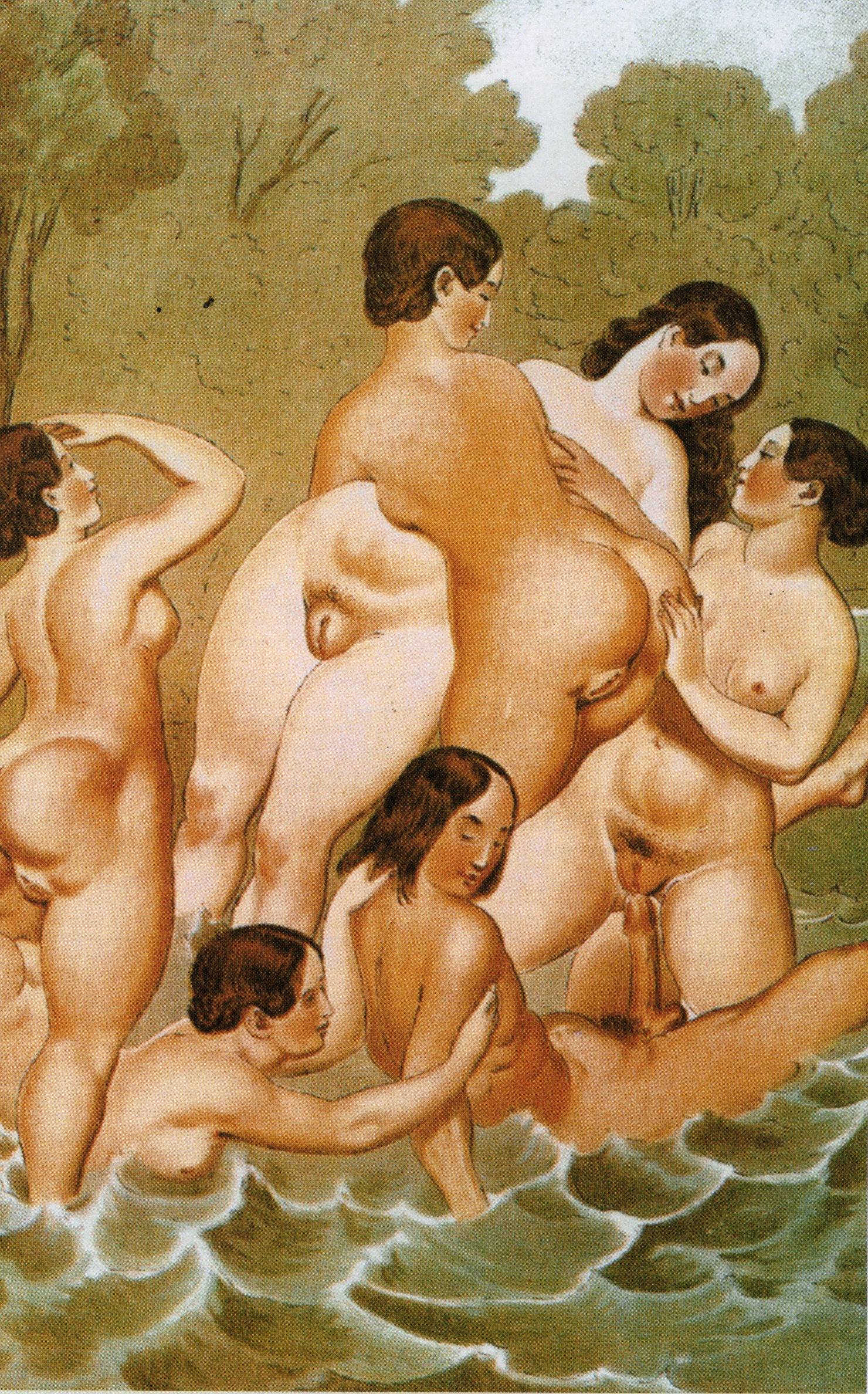
Peter Fendi scene erotique

L’aquaphilie (ou hydrophilie) est un terme employé pour désigner une forme de fétichisme sexuel incluant des images de personnes en train de nager ou flotter sur l'eau, et activités sexuelles dans ou sous l'eau,.
Littéralement, « amoureux de l'eau » vient du latin aqua (« eau ») et de grec φιλειν (philein).